# Al Barlick
Albert Joseph Barlick (2 avril 1915 - 27 décembre 1995) est un arbitre américain de baseball. Il officie en Ligues majeures de baseball pendant 28 saisons (1940-43, 1946-55, 1958-71) et est élu au temple de la renommée du baseball en 1989.

## Biographie
Natif de Springfield (Illinois), Barlick débute dans sa vie active comme mineur de fond. Il quitte la mine en 1936 pour devenir arbitre de baseball en Northeast Arkansas League pour 75 $ par semaine. Il gravit rapidement les échelons de la hiérarchie (Piedmont League en 1937-1938, Eastern League en 1939 puis International League à partir de juin 1939), et se retrouve en Ligues majeures à 25 ans, devant ainsi le plus jeune arbitre de l'histoire moderne des Ligues majeures.
Il officie en Ligue nationale de 1940 (premier match le 8 septembre 1940) à 1943 avant de rejoindre l'US Coast Guard, où il sert pendant la Seconde Guerre mondiale. Il retrouve les terrains de la Ligue nationale en 1946. Un incident cardiaque le contraint rester au repos en 1956 et 1957. Barlick revient au jeu en 1958 et reste en poste jusqu'en 1971 (dernier match le 26 septembre 1971).
Au cours de sa carrière, il arbitre 4231 matches de saison régulière, 7 matches de étoiles (1942, 1949, 1952, 1955, 1959, 1966 et 1970), 42 matches de Séries mondiales lors de sept éditions (1946, 1950, 1951, 1954, 1958, 1962 et 1967) et un match de barrage.
Après sa carrière d'arbitre, Barlick devient consultant auprès de la MLB pour les questions d'arbitrage.
Barlick fait une apparition, comme arbitre de baseball, dans le film Drôle de couple (The Odd Couple, 1968).